# Saint-Élix-Séglan
Saint-Élix-Séglan é uma comuna francesa na região administrativa de Occitânia, no departamento de Alta Garona. Estende-se por uma área de 2,86 km². Em 2010 a comuna tinha 42 habitantes (densidade: 14,7 hab./km²).